# Antonino Gallo
Antonino Gallo (Palermo, 5 gennaio 2000) è un calciatore italiano, difensore del Lecce.

## Biografia
È legato a Stephanie, primogenita di Guillermo Giacomazzi; la coppia ha un figlio.

## Caratteristiche tecniche
È un terzino sinistro in grado di giocare anche da esterno in un centrocampo a cinque. È abile soprattutto nella fase offensiva e dispone di buone doti atletiche.

## Carriera

### Club
A otto anni inizia a giocare nel settore giovanile del Palermo, per poi essere aggregato alla rosa della prima squadra nel 2018, senza avere, però, mai la possibilità di esordire ufficialmente con i rosanero.
Rimasto svincolato a seguito del fallimento della società siciliana, il 25 luglio 2019 Gallo si accasa al Lecce insieme al compagno di squadra Simone Lo Faso. Non trovando spazio in squadra, nel gennaio del 2020 viene ceduto in prestito alla Virtus Francavilla, in Serie C, fino al termine della stagione.
Rientrato dal prestito, il 24 gennaio 2021 esordisce con la maglia del Lecce nell'incontro di Serie B pareggiato per 2-2 in casa contro l'Empoli: nell'occasione subentra al 77º minuto di gioco a Leonard Žuta. Anche a causa dell'infortunio dell'altro compagno di reparto, Marco Calderoni, il terzino siciliano guadagna il posto da titolare sotto la gestione di Eugenio Corini;  la squadra salentina mancherà l'obiettivo della promozione, venendo eliminata nelle semifinali dei play-off dal Venezia, poi vincitore degli spareggi.
Nella stagione 2021-2022, con l'arrivo di Marco Baroni sulla panchina giallorossa, il terzino continua a giocare regolarmente, alternandosi con Antonio Barreca nel ruolo di terzino sinistro e vincendo il campionato con la squadra salentina. Nel corso della vittoriosa annata, il 23 gennaio 2022 segna il suo primo gol da professionista, nella sfida casalinga di Serie B vinta per 2-1 contro la Cremonese.
Confermato anche per l'annata successiva, il 13 agosto 2022 esordisce in Serie A nell'incontro con l'Inter, perso per 1-2. Dopo aver consolidato il proprio posto da titolare nella prima parte del campionato, nel dicembre dello stesso anno rinnova il proprio contratto con il Lecce fino al 2026.

### Nazionale
Nel maggio 2021 viene convocato per la prima volta nella nazionale Under-20 italiana, con cui esordisce il 6 giugno 2021 seguente, disputando da titolare l'amichevole vinta per 1-0 al San Marino Stadium contro la nazionale maggiore sammarinese.
Nell'agosto successivo ottiene la prima chiamata dalla nazionale Under-21, senza esordire. Convocato di nuovo dal selezionatore Paolo Nicolato nel marzo del 2023, esordisce con gli azzurrini il 24 marzo seguente, partendo da titolare nell'amichevole con la Serbia, vinta per 0-2.

## Statistiche

### Presenze e reti nei club
Statistiche aggiornate al 22 maggio 2025.
| Stagione        | Squadra            | Campionato      | Campionato | Campionato | Coppe nazionali | Coppe nazionali | Coppe nazionali | Coppe continentali | Coppe continentali | Coppe continentali | Altre coppe | Altre coppe | Altre coppe | Totale | Totale |
| Stagione        | Squadra            | Comp            | Pres       | Reti       | Comp            | Pres            | Reti            | Comp               | Pres               | Reti               | Comp        | Pres        | Reti        | Pres   | Reti   |
| --------------- | ------------------ | --------------- | ---------- | ---------- | --------------- | --------------- | --------------- | ------------------ | ------------------ | ------------------ | ----------- | ----------- | ----------- | ------ | ------ |
| 2019-gen. 2020  | Lecce              | A               | 0          | 0          | CI              | 0               | 0               | -                  | -                  | -                  | -           | -           | -           | 0      | 0      |
| gen.-giu. 2020  | Virtus Francavilla | C               | 7+1        | 0          | CI+CI-C         | -               | -               | -                  | -                  | -                  | -           | -           | -           | 8      | 0      |
| 2020-2021       | Lecce              | B               | 19+2       | 0          | CI              | 0               | 0               | -                  | -                  | -                  | -           | -           | -           | 21     | 0      |
| 2021-2022       | Lecce              | B               | 26         | 1          | CI              | 1               | 0               | -                  | -                  | -                  | -           | -           | -           | 27     | 1      |
| 2022-2023       | Lecce              | A               | 32         | 0          | CI              | 1               | 0               | -                  | -                  | -                  | -           | -           | -           | 33     | 0      |
| 2023-2024       | Lecce              | A               | 35         | 0          | CI              | 2               | 0               | -                  | -                  | -                  | -           | -           | -           | 37     | 0      |
| 2024-2025       | Lecce              | A               | 31         | 0          | CI              | 2               | 0               | -                  | -                  | -                  | -           | -           | -           | 33     | 0      |
| Totale Lecce    | Totale Lecce       | Totale Lecce    | 145        | 1          |                 | 6               | 0               |                    | -                  | -                  |             | -           | -           | 151    | 1      |
| Totale carriera | Totale carriera    | Totale carriera | 153        | 1          |                 | 6               | 0               |                    | -                  | -                  |             | -           | -           | 159    | 1      |

### Cronologia presenze e reti in nazionale
| Cronologia completa delle presenze e delle reti in nazionale ― Italia under 21 | Cronologia completa delle presenze e delle reti in nazionale ― Italia under 21 | Cronologia completa delle presenze e delle reti in nazionale ― Italia under 21 | Cronologia completa delle presenze e delle reti in nazionale ― Italia under 21 | Cronologia completa delle presenze e delle reti in nazionale ― Italia under 21 | Cronologia completa delle presenze e delle reti in nazionale ― Italia under 21 | Cronologia completa delle presenze e delle reti in nazionale ― Italia under 21 | Cronologia completa delle presenze e delle reti in nazionale ― Italia under 21 |
| Data                                                                           | Città                                                                          | In casa                                                                        | Risultato                                                                      | Ospiti                                                                         | Competizione                                                                   | Reti                                                                           | Note                                                                           |
| ------------------------------------------------------------------------------ | ------------------------------------------------------------------------------ | ------------------------------------------------------------------------------ | ------------------------------------------------------------------------------ | ------------------------------------------------------------------------------ | ------------------------------------------------------------------------------ | ------------------------------------------------------------------------------ | ------------------------------------------------------------------------------ |
| 24-3-2023                                                                      | Bačka Topola                                                                   | Serbia under 21                                                                | 0 – 2                                                                          | Italia under 21                                                                | Amichevole                                                                     | -                                                                              | 45’                                                                            |
| Totale                                                                         |                                                                                | Presenze                                                                       | 1                                                                              |                                                                                | Reti                                                                           | 0                                                                              |                                                                                |

## Palmarès

### Club

#### Competizioni giovanili
- Campionato Primavera 2: 1

Palermo: 2017-2018 (girone B)
- Supercoppa Primavera 2: 1

Palermo: 2018

#### Competizioni nazionali
- Campionato italiano di Serie B: 1

Lecce : 2021-2022